# Philip Stanhope, 4:e earl av Chesterfield
Philip Dormer Stanhope, 4:e earl av Chesterfield, född 22 september 1694, död 24 mars 1773, var en brittisk statsman och författare.

## Biografi
Philip Stanhope var son till Philip Stanhope, 3:e earl av Chesterfield, adoptivfar till Philip Stanhope, 5:e earl av Chesterfield.
Han var ledamot av underhuset för whigs 1715–1722, och var kammarjunkare 1715–1730 samt chef för livdrabanterna 1723–1725. Han ärvde 1726 earlvärdigheten från sin far och tog därmed säte i överhuset. År 1728 blev han medlem av Privy council och var 1728–1732 sändebud i Haag, där han skickligt tillvaratog Georg II:s hannoverska intressen och medverkade till garantifördraget i Wien 1731. Han blev 1730 överhovmarskalk och drev opposition mot Robert Walpole.
År 1733 ingick han äktenskap med Georg I:s utomäktenskapliga dotter Petronilla Melusina von der Schulenburg (1693–1778) och framställde med anledning därav penningkrav på kronan, råkade i onåd och avskedades samma år. Längre fram ledde han överhusoppositionen mot Walpole och John Carteret och blev efter den senares fall Irlands lordlöjtnant 1745. Sin post som lordlöjtnant kom han att tillträda först efter avslutandet av en diplomatisk mission till Holland, där han slöt några viktiga militära överenskommelser med landet.
Redan 1746 avgick han som lordlöjtnant och inträdde som statssekreterare i Henry Pelhams ministär. Han försökte överta ledningen för ministären men misslyckades och utträdde 1748. Efter denna tid deltog han endast sällan i det offentliga livet. Hans sista stora insats som ledamot av överhuset var genomdrivande av beslutet om den gregorianska kalenderns införande i Storbritannien.
Philip Stanhopes brev till den utomäktenskaplige sonen Philip Stanhope, sändebud i Dresden, utgavs 1774 med titeln Letters written by the Earl of Chesterfield to his Son, Philip Stanhope. Dessa har utgetts i flera senare upplagor. Letters to his Godson utgavs delvis 1817 och fullständigt 1890. Andra av hans brev, Letters to Lord Huntingdon, utgavs 1923.
På grund av att han saknade legitima barn efterträddes han som earl av Chesterfield 1773 av sin syssling, Philip Stanhope, 5:e earl av Chesterfield.